# Ridgeway (Misuri)
Ridgeway es una ciudad ubicada en el condado de Harrison en el estado estadounidense de Misuri. En el Censo de 2010 tenía una población de 464 habitantes y una densidad poblacional de 146,25 personas por km².

## Geografía
Ridgeway se encuentra ubicada en las coordenadas 40°22′40″N 93°56′16″O / 40.37778, -93.93778. Según la Oficina del Censo de los Estados Unidos, Ridgeway tiene una superficie total de 3.17 km², de la cual 3.15 km² corresponden a tierra firme y (0.65%) 0.02 km² es agua.

## Demografía
Según el censo de 2010, había 464 personas residiendo en Ridgeway. La densidad de población era de 146,25 hab./km². De los 464 habitantes, Ridgeway estaba compuesto por el 98.49% blancos, el 0.22% eran afroamericanos, el 0.22% eran amerindios, el 0.65% eran asiáticos, el 0% eran isleños del Pacífico, el 0% eran de otras razas y el 0.43% pertenecían a dos o más razas. Del total de la población el 0.86% eran hispanos o latinos de cualquier raza.